# Silverio Palacios
Silverio Palacios Montes (1 de enero de 1967, Colima, México) es un actor, guionista y director mexicano con larga trayectoria en cine, teatro y televisión. Es conocido por sus papeles en películas premiadas como Matando cabos, Y tu mamá también, la Delgada línea amarilla, El Violín, entre otras. 

## Carrera
Palacios inició su trayectoria artística como actor de teatro en la Compañía de Teatro de la Universidad de Colima en 1982, ganando el premio a mejor actor en el XI Festival de Teatro del Siglo de Oro Español, realizado en El paso, Texas por la obra La vida del Buscón. Posteriormente, ingresó a la Compañía Nacional de Teatro en 1989 tras egresar del Centro Universitario de Teatro de la Universidad Nacional Autónoma de México.
Hizo su debut actoral en el cine y televisión a inicios de la década de 1990 con diversos personajes secundarios en cortometrajes y series televisivas; hasta que en el año 2000 participó la premiada película Y tu mamá también, del director mexicano Alfonso Cuarón.
En 2004 llega su primer nominación a los Premios Ariel por su actuación en la película Sin Ton ni Sonia, en la categoría de Mejor Actor de Cuadro, además de protagonizar en el mismo año la película Matando Cabos, con el papel de Tony 'El Caníbal'. 
A lo largo de su carrera, ha reunido más de 80 créditos como actor en diferentes películas mexicanas e internacionales, además de cinco nominaciones a los premios Ariel. Ha diversificado su rol como actor en cine, teatro y televisión con la escritura de guiones y dirección de cine, realizando su debut como director con el cortometraje Con los muertos en el año de 2013. Además, se ha desempeñado como docente en la formación de jóvenes creadores en cine y teatro.

## Filmografía

### Cine
| Título                                        | Año  | Papel                            |
| --------------------------------------------- | ---- | -------------------------------- |
| Welcome al norte                              | 2023 | Polito Canche                    |
| Héroes                                        | 2023 | Eusebio Llantadas                |
| Los (casi) ídolos de Bahía Colorada           | 2023 | Tío Cosme                        |
| ¡Que viva México!                             | 2023 | Maloso 1                         |
| Chilangolandia                                | 2021 | Pacheco                          |
| Milagro azul                                  | 2021 | Chato                            |
| Matando Cabos 2, La Máscara del Máscara       | 2021 | Tony                             |
| Todo lo invisible                             | 2021 | Taxista religioso                |
| Eres mi pasión                                | 2018 | Furia                            |
| Ana y Bruno                                   | 2018 | - Bruno - Poncho - Taquero (voz) |
| La delgada línea amarilla                     | 2016 | Atayde                           |
| Elvira, te daría mi vida pero la estoy usando | 2015 | Don Chuy                         |
| Eisenstein en Guanajuato                      | 2015 |                                  |
| Una última y nos vamos                        | 2015 | Don Artemio                      |
| Paul                                          | 2011 | (voz en español)                 |
| La otra familia                               | 2011 | Gabino                           |
| Pastorela                                     | 2011 | Dr. Godinez                      |
| El infierno                                   | 2010 | Hermanos Cucaracha               |
| Nikté                                         | 2009 | Jéfe Chaneke                     |
| Paradas continuas                             | 2009 | Cachacuaz                        |
| Amar a morir                                  | 2009 | Pancho                           |
| Acorazado                                     | 2010 | Silverio                         |
| Crónicas chilangas                            | 2008 | El Nelsón                        |
| Conozca la cabeza de Juan Pérez               | 2008 | Juan Pérez                       |
| El viaje de Teo                               | 2008 | Oaxacas                          |
| Sultanes del sur                              | 2007 | Leserio Domínguez                |
| Morirse en domingo                            | 2006 | Joaquín                          |
| Más que a nada en el mundo                    | 2006 |                                  |
| La niña en la piedra                          | 2006 | Amadeo                           |
| Un mundo maravilloso                          | 2006 | El Azteca                        |
| La leyenda del Zorro                          | 2005 | Carcelero                        |
| El violín                                     | 2005 | Comandante Cayetano              |
| Cero y van 4                                  | 2004 | Jobo (Barbacoa de Chivo)         |
| Matando Cabos                                 | 2004 | Tony 'El Canibal'                |
| Soba                                          | 2004 | El Ojitos                        |
| Sin ton ni Sonia                              | 2003 | Cabo Rodríguez                   |
| El tigre de Santa Julia                       | 2002 | Amante de Simona                 |
| Demasiado amor                                | 2002 | La Conquista navideña            |
| Y tu mamá también                             | 2001 | Jesús 'Chuy' Carranza            |
| Sin dejar huella                              | 2000 | Heraclio Chuc                    |
| En el aire                                    | 1995 | Batok                            |

### Cortometrajes
| Título                    | Año  |
| ------------------------- | ---- |
| Cuidado con el tren       | 2014 |
| Aurora del atardecer      | 2013 |
| Al final del día          | 2007 |
| Latidos                   | 2006 |
| Desdentado desde entonces | 2005 |
| Charros                   | 2004 |
| El Pasajero               | 2004 |
| Te apuesto y te gano      | 2004 |
| Hugoool                   | 2004 |
| Ve con el Señor           | 2004 |
| Tiro de gracia            | 2003 |
| La Caja                   | 2003 |
| El Plato                  | 1998 |
| Réquiem                   | 1992 |

Documental
- Buscando a Don Juan (2005)

### Televisión
| Título                                        | Año  | Papel                   |
| --------------------------------------------- | ---- | ----------------------- |
| Accidente                                     | 2024 | Moncho                  |
| Todo va a estar bien                          | 2021 |                         |
| S.O.Z: Soldados o Zombies                     | 2021 | El Perro                |
| El candidato                                  | 2020 | El Púas                 |
| Historia de un Crimen: La búsqueda            | 2020 |                         |
| Promesas de campaña                           | 2020 | Alejandro Montes        |
| Hernán                                        | 2019 | Cacique                 |
| La Bandida                                    | 2019 | Jacinto Olmos           |
| Sincronía                                     | 2017 | Remigio                 |
| Drunk History: El lado borroso de la historia | 2017 | Villa                   |
| Run Coyote Run                                | 2017 | Lic. Morales Marín      |
| Las 13 esposas de Wilson Fernandez            | 2017 | Tamalito                |
| Blue Demon                                    | 2016 | Tío Crescencio          |
| Amor sin reserva                              | 2014 |                         |
| El porvenir 2                                 | 2014 | Sargento Gernaro García |
| El Nuevo restaurante de Pierre Quintonil      | 2004 | Cirilo                  |
| Háblame de amor                               | 1999 | Pitufo                  |

## Premios

### Premios Ariel
| Año  | Categoría                           | Película                        | Resultado |
| ---- | ----------------------------------- | ------------------------------- | --------- |
| 2016 | Ariel a Mejor Coactuación Masculina | La delgada línea amarilla       | Nominado  |
| 2010 | Ariel a Mejor Actor                 | Conozca la cabeza de Juan Pérez | Nominado  |
| 2008 | Ariel a Mejor Coactuación Masculina | Morirse en domingo              | Nominado  |
| 2005 | Ariel a Mejor Actor                 | Cero y van cuatro               | Nominado  |
| 2004 | Ariel a Mejor Actor de Cuatro       | Sin ton ni Sonia                | Nominado  |

### Premios Periodistas Cinematográficos de México A.C.
| Año  | Categoría                   | Película                  | Resultado |
| ---- | --------------------------- | ------------------------- | --------- |
| 2017 | Mejor Coactuación Masculina | La delgada línea amarilla | Ganador   |

### Premios Diosa de Plata
| Año  | Categoría                    | Película           | Resultado              |
| ---- | ---------------------------- | ------------------ | ---------------------- |
| 2008 | Diosa de Plata a Mejor Actor | Morirse en domingo | Diosa de Plata/Ganador |

### MTV Movie Awards
| Año  | Categoría        | Película      | Resultado |
| ---- | ---------------- | ------------- | --------- |
| 2005 | Sexo más Bizarro | Matando Cabos | Ganador   |

### Festival de teatro del Cine de Oro
| Año  | Categoría   | Obra               | Resultado |
| ---- | ----------- | ------------------ | --------- |
| 1982 | Mejor actor | La vida del buscón | Ganador   |